# Affichemuseum
Het Affichemuseum is een voormalig museum aan het Grote Oost in de Noord-Hollandse plaats Hoorn. De collectie affiches van het museum is te zien in het Design Museum Dedel in Den Haag.

## Geschiedenis
Het museum werd in 1997 bedacht door Piet van Sabben. In mei 2003 ging het van start in een oud pand aan het Grote Oost in Hoorn. Hier zijn door de jaren meer dan 30 tentoonstellingen gehouden. 
De museumlocatie in Hoorn is gesloten in de zomer van 2016, na een conflict tussen de verhuurder en het Affichemuseum.